# Melilotus officinalis
El trébol dulce, trébol de olor amarillo, meliloto amarillo  o coronilla real (Melilotus officinalis) es una especie herbácea perteneciente a la familia de las leguminosas, que se cultiva como planta forrajera.  Su característico olor dulce se intensifica por el secado y se debe a su alto contenido en cumarina.

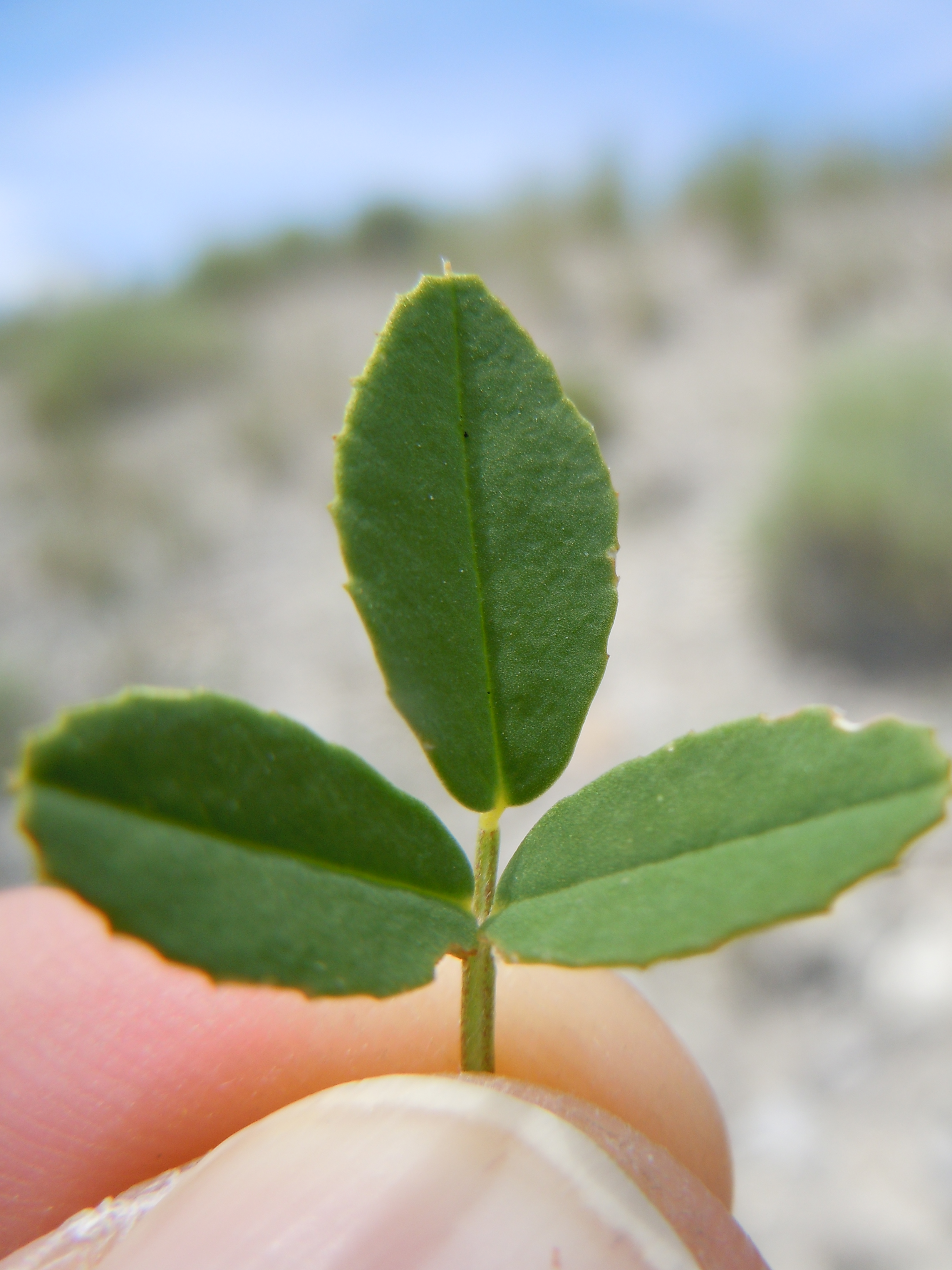
Hojas

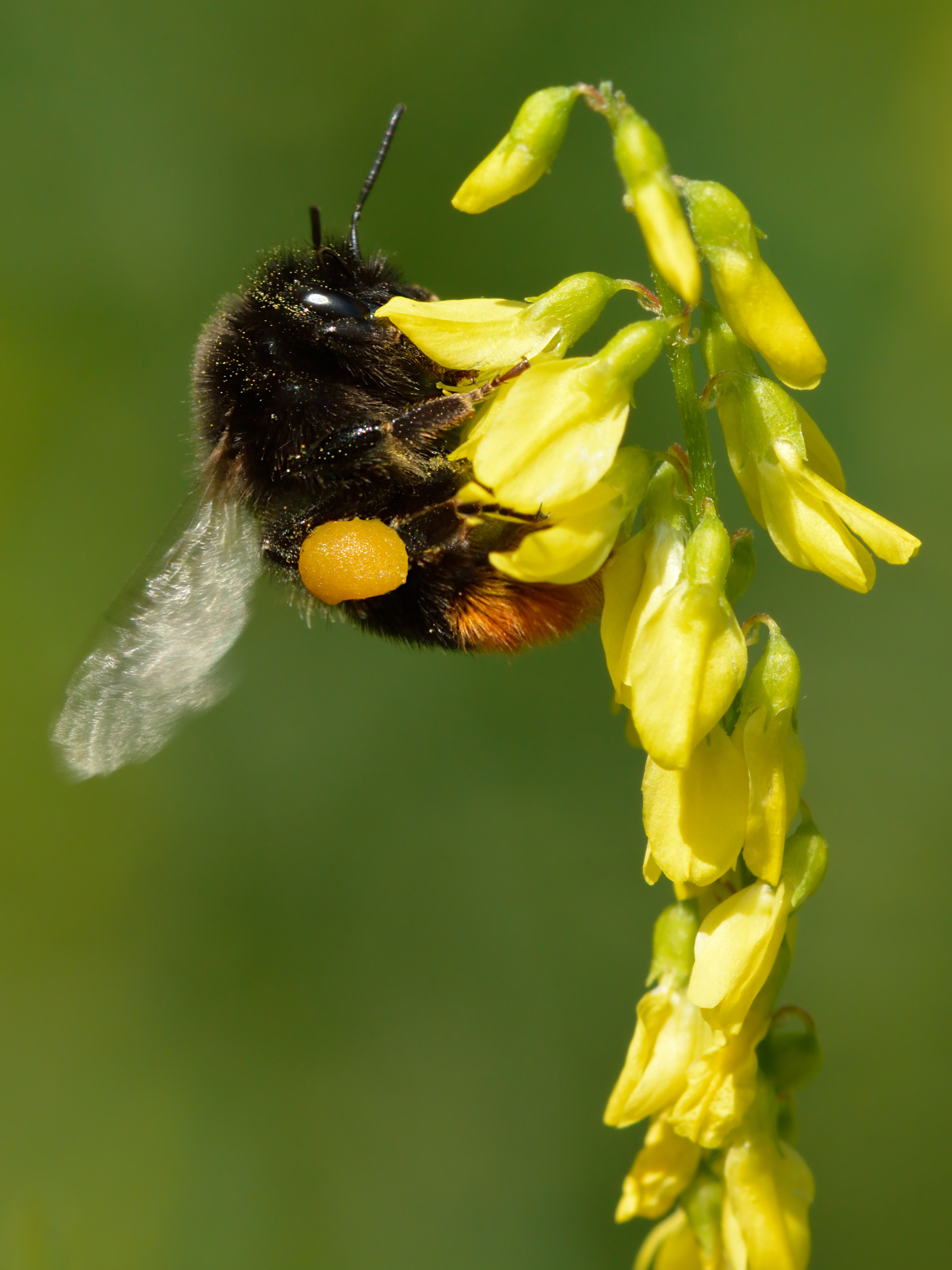

## Descripción
Hierba anual o bienal, de una altura media de 80 cm, muy ramificada; raíz pivotante, cosmopolita en campos incultos. Sistema radicular de eje principal pivotante, grueso, con algunas ramificaciones; en formas bienales es más leñosa que las anuales.  Hojas alternas trifoliadas, con folíolos dentados, obovados a oblongos, estípulas enteras soldadas con el pecíolo. Flores pequeñas con corola amarilla, agrupadas en racimos cortos semejantes a espigas. Fruto legumbre aovada, lisa, con costillas transversales, de 2 mm de diámetro; 1-2 semillas.

## Uso medicinal
Se utiliza en medicina herbal, donde se le atribuyen la estimulación del "drenaje linfático" y la reducción de la retención de líquidos, particularmente en los tejidos de la pared venosa.  Ronquera, catarros, amígdalas, antivaricoso. Astringente.
Toda la planta despide un fuerte aroma a cumarina, en especial al restregarse o secarse. Se utilizan las hojas y los restos florales secos.
El principal componente activo (al cual se debe su aroma) es la cumarina, C9H6O2, lactona del ácido ortohidroxicinámico. Es soluble en alcohol, cloroformo y éter y se presenta en forma de cristales prismáticos, incoloros, de olor fragante y sabor muy amargo.
La dicumarina, dicumarol o antiprotrombina, C19O6H12, se produce por fermentación del forraje cuando se henifica mal y es responsable de hemorragias internas generalizadas muy características en los animales que lo ingieren; esto se debe a la acción anticoagulante del dicumarol. En medicina humana se utiliza para la prevención de trombosis. 
Melilotus officinalis es una especie capaz de acumular nitratos en cantidades nocivas. Kingsbury (1964:43).

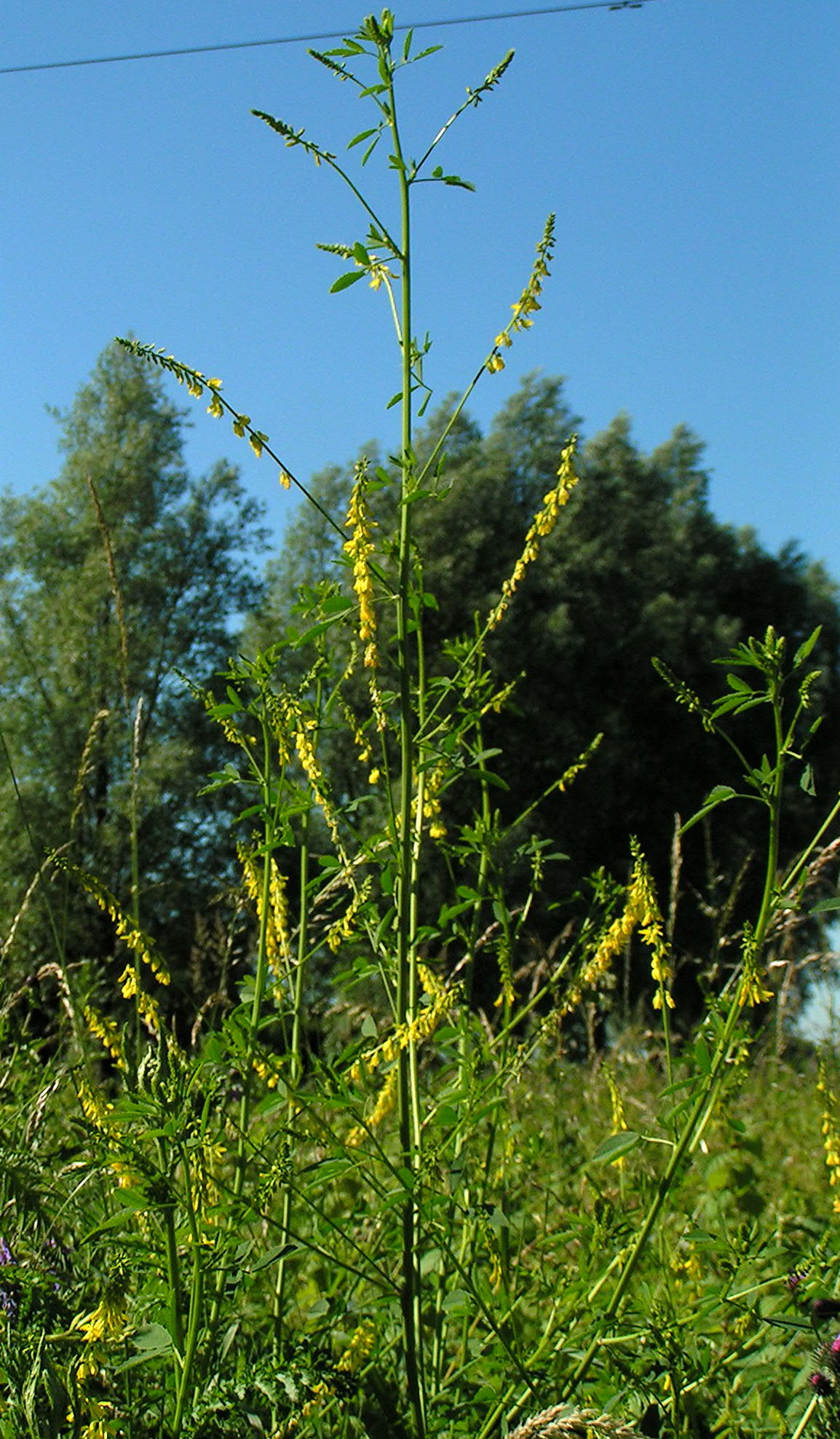
Melilotus officinalis

## Néctar
Es muy buena fuente de néctar para apiarios (en inglés fuente de néctar).

## Taxonomía
Melilotus officinalis fue descrita por (L.) Pall. y publicado en Journal of Botany, British and Foreign 66: 141. 1928.
Etimología
Melilotus: nombre genérico que deriva de las palabras griegas:  meli que significa "miel", y lotos, una leguminosa.
officinalis: epíteto latíno que significa "oficinal, de venta en herbarios"
Sinonimia
- Medicago officinalis (L.)E.H.L.Krause
- Melilotus arenarius Grecescu
- Melilotus arvensis Wallr.
- Melilotus melilotus-officinalis Asch. & Graebn.
- Melilotus neglectus Ten.
- Melilotus pallidus Ser.
- Melilotus petitpierreanus Willd.
- Trifolium Melilotus officinalis L.
- Trifolium melilotus-officinalis L.
- Trifolium officinale L.[3][4][5]

## Nombre común
- Castellano: meliloto, meliloto oficinal, mielga, trébol dulce, trébol de olor
- corona de rey, coronilla real, meliloto oficinal, trébol de olor, trébol oloroso, trébol real oloroso.[6]